# La Voivre (Haute-Saône)
La Voivre é uma comuna francesa na região administrativa de Borgonha-Franco-Condado, no departamento de Alto Sona. Estende-se por uma área de 11,87 km². Em 2010 a comuna tinha 136 habitantes (densidade: 11,5 hab./km²).